# Bronkreeftjes
Bronkreeftjes (Thermosbaenacea) is een orde van kleine kreeftachtigen.

## Anatomie
Bronkreeftjes bezitten een oogloze kop zonder rostrum. De eerste antenne is tweetakkig, de tweede antenne is eentakkig. De mandibel draagt een palp en er is slechts één paar maxillipeden.

De thorax draagt een kopborstschild (carapax) dat zowel de kopsegmenten als de eerste thoracale somieten omsluit en soms zelfs een deel van het abdomen. De thorax draagt 5 tot 7 paar pereopoden (looppootjes), die tweetakkig en ongedifferentieerd zijn.

Het abdomen (pleon) bestaat uit 6 segmenten met slechts twee paar, meestal gereduceerde, pleopoden en het eindigt met één paar uropoden en een telson (staartstukje) of pleotelson.
Bronkreeftjes bezitten geen visuele pigmenten en zijn blind als gevolg.

## Ecologie
Thermosbaenacea komen hoofdzakelijk voor in warmwaterbronnen en grottenmeertjes, enkele soorten vindt men in grondwater langs de kust en in zeegrotten. De weinige beschikbare data doen vermoeden dat bronkreeftjes zich voeden met plantaardig detritus.

## Oorsprong
Met uitzondering van de familie Halosbaenidae, die waarschijnlijk een recente soortenuitbreiding vertegenwoordigt, komen alle recente bronkreeftjes voor in een gebied dat overeenkomt met de Tethyszee zoals die zich in het Mioceen uitstrekte.

## Systematiek
Er zijn tot nog toe 34 soorten beschreven in vier families:
- Thermosbaenidae Monod, 1927
  - Thermosbaena mirabilis Monod, 1924 (Tunisië)
- Monodellidae Taramelli, 1924
  - Monodella stygicola Ruffo, 1949 (Zuid-Italië)
  - Tethysbaena aiakos Wagner, 1994 (Griekenland)
  - Tethysbaena argentarii (Stella, 1951) (Italië)
  - Tethysbaena atlantomaroccana (Boutin & Cals, 1985) (Marokko)
  - Tethysbaena calsi Wagner, 1994 (Britse Maagdeneilanden)
  - Tethysbaena colubrae Wagner, 1994 (Puerto Rico)
  - Tethysbaena coqui Wagner, 1994 (Puerto Rico)
  - Tethysbaena gaweini Wagner, 1994 (Cuba)
  - Tethysbaena haitiensis Wagner, 1994 (Cuba)
  - Tethysbaena halophila (S.L. Karaman, 1953) (Kroatië)
  - Tethysbaena juglandis Wagner, 1994 (Haïti)
  - Tethysbaena juriaani Wagner, 1994 (Cuba)
  - Tethysbaena lazarei Wagner, 1994 (Cuba)
  - Tethysbaena relicta (Por, 1962) (Israël)
  - Tethysbaena sanctaecrucis (Stock, 1976) (Britse Maagdeneilanden)
  - Tethysbaena scabra (Pretus, 1991) (Balearen, Spanje)
  - Tethysbaena scitula Wagner, 1994 (Britse Maagdeneilanden)
  - Tethysbaena siracusae Wagner, 1994 (Italië, Sicilië)
  - Tethysbaena stocki Wagner, 1994 (Britse Maagdeneilanden)
  - Tethysbaena somala (Chelazzi & Messana, 1982) (Somalië)
  - Tethysbaena tarsiensis Wagner, 1994 (Spanje)
  - Tethysbaena texana (Maguire, 1965) (Verenigde Staten, Texas)
  - Tethysbaena tinima Wagner, 1994 (Cuba)
  - Tethysbaena vinabayesi Wagner, 1994 (Cuba)
- Tulumellidae Wagner, 1994
  - Tulumella bahamensis Yager, 1988 (Bahama's)
  - Tulumella grandis Yager, 1988 (Bahama's)
  - Tulumella unidens Bowman & Iliffe, 1988 (Mexico)[5]
- Halosbaenidae Monod & Cals, 1988
  - Limnosbaena finki Mestrov & Lattinger-Penko, 1969 (Bosnië en Herzegovina; Noord-Italië)
  - Halosbaena acanthura Stock, 1976 (Venezuela; Curaçao)
  - Halosbaena fortunata Bowman & Iliffe, 1986 (Canarische Eilanden)
  - Halosbaena tulki Poore & Humphreys, 1992 (West-Australië)
  - Theosbaena cambodjiana Cals & Boutin, 1985 (Cambodja)